# Armand Crabbé
Pour les articles homonymes, voir Crabbé.
Armand Crabbé, né à Bruxelles (Belgique) le 23 avril 1884 et mort à Bruxelles le 24 juillet 1947, est un chanteur d'opéra belge de tessiture baryton.